# Théodore Monod
Pour les articles homonymes, voir Monod.
Théodore André Monod, né le 9 avril 1902 à Rouen et mort le 22 novembre 2000 à Versailles, est un scientifique naturaliste biologiste, explorateur, érudit et humaniste français. Il est « le grand spécialiste français des déserts », « l'un des plus grands spécialistes du Sahara au XXe siècle » et « bon nombre de ses 1 200 publications sont considérées comme des œuvres de référence ».
Pour Jean Dorst, Théodore Monod « a été bien plus qu'un savant naturaliste à la curiosité toujours en éveil. C'était un humaniste au vrai sens du terme, un penseur, un philosophe et un théologien. »

## Biographie
Descendant d'une lignée paternelle de cinq pasteurs protestants, il est le fils de Dorina et Wilfred Monod, fondateur de la fraternité spirituelle des Veilleurs,. Il a trois frères, Gabriel (mort-né en 1892), Maximilien Vox et Sylvain (né en 1896), et il est l'oncle de Sylvère Monod.
En 1907, sa famille s'installe rue du Cardinal-Lemoine à Paris lorsque son père est nommé pasteur de la paroisse de l’Oratoire du Louvre. Tout de suite, dès l'âge de 5 ans, ses parents qui habitent sur la colline Sainte-Geneviève l'emmènent visiter la Ménagerie et le Jardin des plantes, faisant naître sa vocation de naturaliste. Il réalise ses études secondaires à l'École alsacienne.
En 1918, à l'âge de 16 ans, il fonde une Société d'histoire naturelle qui édite un bulletin et a quatre adhérents dont André Gide. En 1920, étudiant à la Sorbonne, il prépare sa licence-ès-sciences naturelles. Il est alors nommé naturaliste pour la croisière océanographique à bord du Mistral ; c'est à cette occasion qu'il croise Bénard le Pontois qui l'initie à l'archéologie. Il est titulaire en 1921 d'une licence de sciences naturelles qui à l'époque comportait trois certificats : géologie, zoologie, botanique.
En 1922, à l'âge de 20 ans, il est assistant stagiaire au laboratoire des pêches et productions coloniales d'origine animale au Muséum national d'histoire naturelle. C'est à ce titre qu'il effectue une mission d'étude océanographique et de biologie marine à Port-Étienne (aujourd'hui Nouadhibou) sur les côtes de Mauritanie (étude des phoques moines dans la presqu'île du Cap Blanc).
Sa première méharée lui donne la passion du désert, surtout du Sahara qu'il arpentera pendant plus de soixante ans, à dos de dromadaire, ou à pied, à la recherche notamment d'une météorite mythique. Ce faisant, il découvrira de nombreux sites néolithiques et révélera des espèces végétales dont certaines portent son nom.
En 1926, il obtient son doctorat ès sciences (thèse soutenue à la Sorbonne intitulée « Contribution à l’étude des Gnathiidae » avec notamment une monographie sur un crustacé isopode, Paragnathia formica). En 1927, alors préparateur au muséum, il voyage à Maroua et, le 22 avril rencontre, à la passe de Keigama-Tekel, André Gide.
En 1938, Théodore Monod devient directeur de l'Institut français d'Afrique noire, créé à Dakar en 1936, faisant de cet organisme le plus grand centre scientifique de l’Afrique-Occidentale française.
En 1948, il effectue avec Auguste Piccard, au large de Dakar, la première plongée en bathyscaphe, FNRS II. Celle-ci, expérimentale, atteindra la profondeur de 25 mètres. La plongée suivante sera plus probante mais se fera sans Théodore Monod.
De 1946 à 1973, il est professeur au Muséum national d'histoire naturelle, membre de l'Académie des sciences d'outre-mer en 1949, de l'Académie de marine en 1957, et de l'Académie des sciences en 1963.

### Curiosité pour le monde
Au cours de son enfance, Monod se passionne pour tout ce que la nature offre, lisant insatiablement et alimentant ses rêves de découvertes. Après des études de sciences naturelles et une mission océanographique, il entre en 1922 au Muséum d’histoire naturelle comme assistant. Travaillant en Mauritanie, il ressent l’appel du désert, qui démarre peu après la côte de ce pays. Sa vie change : il deviendra le « fou » du désert.
Durant les années 1920, il travaille beaucoup en Afrique. En 1927, il est choisi pour participer à une expédition scientifique à travers le Sahara, d’Alger à Dakar via Tombouctou. Au cours de cette première expédition, il recueille une foule d’échantillons de plantes et de minéraux, qui vont l’occuper pendant des années au Muséum et découvre en 1927 à Essouk au Mali le squelette de l'homme d'Asselar — datant du tout début de l'Holocène entre -10 000 et -7 500 ans BP — dont le crâne atteste de façon certaine des caractères négroïdes. Au Sénégal, il a comme collaborateur Armand-Pierre Angrand, chercheur et ex maire des villes de Gorée et Dakar pour lequel il écrit l'avant-propos de son livre Manuel français-wolof. En 1928-1929, il est appelé à faire son service militaire, ce qu’il craint un peu, étant déjà antimilitariste et pacifiste. Affecté dans une unité saharienne (chamelier de deuxième classe dans la Compagnie saharienne, à Ouargla puis In Salah, Adrar Ahnet), il en profite pour poursuivre ses recherches.
En 1930, il épouse Olga Pickova (née le 12 janvier 1900 et décédée le 26 juillet 1980), une jeune juive d’origine tchèque, avec qui il aura trois enfants : Cyrille, Béatrice, Ambroise.
En 1934, il part pour Chinguetti à la recherche d’une mystérieuse météorite (qui sera également une des quêtes de la fin de sa vie). Il part aussi pour explorer le Tanezrouft, une zone encore inconnue du Sahara. En 1938, il s’installe avec sa famille à Dakar, où il est mobilisé en 1939 au Tchad. De retour à Dakar, il milite contre la collaboration de Vichy et le racisme national-socialiste au travers de chroniques radiophoniques, d'octobre 1940 à octobre 1941. Ces chroniques à Radio-Dakar ont été rassemblées en 1942 dans un recueil intitulé L'Hippopotame et le Philosophe. Il y défend des positions fermement antiracistes, pacifistes et écologistes, qui seront censurées par le gouvernement de Vichy. Il anime un groupe lié à la France libre et accueille De Gaulle en 1944. Mais son père, resté en France, meurt à la même époque et toute la famille de sa femme est déportée : il n’y aura aucun survivant.

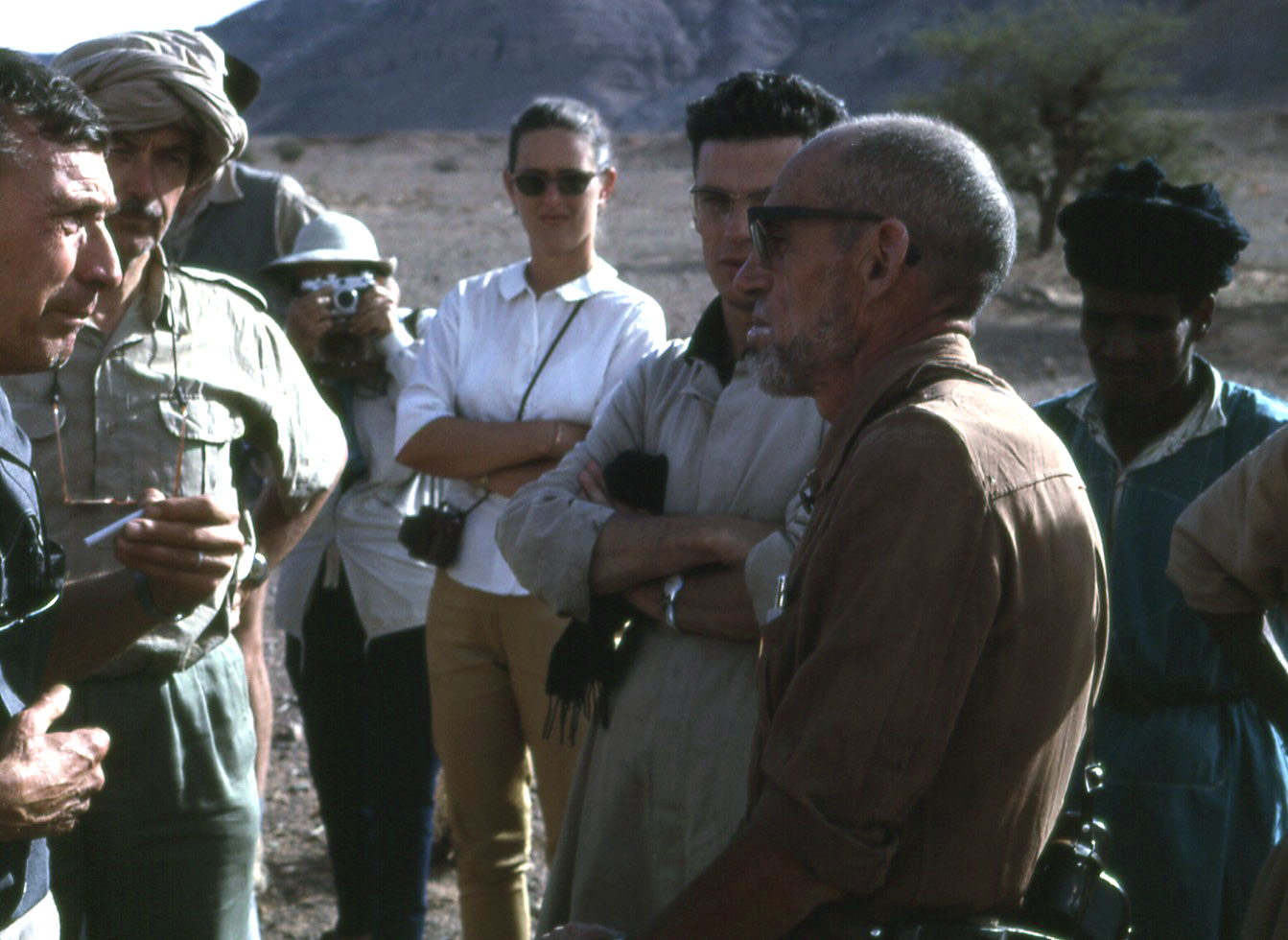
Théodore Monod discutant avec des archéologues dans le désert du Sahara (Mauritanie, 1967).

Se contentant de peu pour survivre et doté d’une endurance exceptionnelle, doué aussi d'une inextinguible curiosité, Théodore Monod a mené plusieurs grandes missions d'exploration dans des régions du Sahara encore peu connues et il apparaît comme l'un des grands explorateurs du Sahara au XXe siècle. Après sa première expérience saharienne, une méharée entre Port-Étienne (Nouadhibou) et Saint-Louis en 1923, il est attaché comme naturaliste à la mission Augiéras-Draper entre Tamanrasset et Tombouctou en 1927-28. Il part ensuite faire son service militaire dans l'Adrar Ahnet en 1929 comme saharien de 2e classe dans la compagnie du Tidikelt-Hoggar. Ce séjour dans l'Adrar Ahnet, au cours duquel Monod multiplie les observations géologiques et préhistoriques, donnera lieu à deux publications scientifiques au retour. De mars 1934 à juin 1935, il organise une expédition de grande envergure dans tout l'ouest saharien au cours de laquelle il visite pour la première fois le Guelb er Richat dans le massif de l'Adrar de Mauritanie (7 juillet 1934). Il est le premier à explorer cette extraordinaire formation topographique où il reviendra sans cesse tout au long de sa carrière saharienne (il publiera une monographie sur cette formation avec Charles Pomerol en 1973).
Après cette très longue expédition, il revient au Sahara pour une nouvelle exploration : la traversée, par deux fois, du Tanezrouft avec le lieutenant Brandstetter (1936). Dans Méharées (1937), il écrit à propos du Tanezrouft qu'il fallait « aller voir ce qu'il y a dedans, et s'il n'y a rien, aller voir qu'il n'y a rien, de façon à en être sûr ». Au début de la guerre, il passe dix mois dans le Tibesti pour une mission de renseignement (1939-1940). Entre 1953 et 1964, il organise six expéditions au long cours dans la Majabat al Koubra, immense espace couvert de sable entre la Mauritanie et le Mali, grand comme la moitié de la France et où, écrit-il, « personne n'est venu depuis le Néolithique ». Ce sont à chaque fois des expéditions légères (deux chameliers, cinq chameaux) pour des traversées terriblement éprouvantes de plusieurs centaines de kilomètres sans points d'eau. La fin des années 1960 et les années 1970 et 1980 seront consacrées à de multiples voyages, parfois hors du Sahara (Iran et Yémen par exemple). À partir de 1980, ce sera le temps du désert Libyque (onze missions) où il s'intéresse à la question du verre libyque.
À l’âge de 91 ans, il eut l’idée de repartir une dernière fois dans la Majabat al Koubra pour une méharée qui se déroula en décembre 1993 et janvier 1994 : « Vu de l’extérieur, il ne paraissait pas extrêmement raisonnable, dirons-nous, qu’un voyage de ce type soit entrepris par un vieillard de quatre-vingt-onze ans et qui voit mal. Le dernier point est secondaire puisque les pieds sont encore valides mais ces pieds marchent de façon un peu ralentie. » Cette expédition se termina le 9 janvier 1994 à Ouadane et ce jour-là, Théodore Monod descendit pour la dernière fois de chameau. Le dernier de ses cent vingt-quatre voyages aura lieu en décembre 1998, pendant quinze jours, dans son « diocèse » de l'Adrar de Mauritanie (Guelb er Richat et El Beyyed). Il était alors âgé de 96 ans (voir la photographie en haut de page, prise lors de ce voyage dans l'oued Akerdil, en bordure du Guelb er Richat. Source : Bruno Lecoquierre).
Toute cette époque est aussi marquée par l’amitié qui le lie à Louis Massignon, grand orientaliste et humaniste, disciple de Gandhi pour la non-violence, qui nouera un dialogue riche et fructueux avec Monod. Une autre grande amitié de Monod fut celle avec l'écrivain malien Amadou Hampâté Bâ, disciple de Tierno Bokar dans la confrérie de la Tidjaniya à Bandiagara, qu'il fera entrer à l'IFAN en 1942. Théodore Monod entretiendra aussi une relation épistolaire suivie, après la guerre, avec le paléontologue jésuite Pierre Teilhard de Chardin, tout particulièrement sur la question de la relation entre la foi et la science.
Dans les années 1960, toujours fidèle à ses engagements, il manifeste contre la guerre d’Algérie. Ensuite, tout en se consacrant toujours à ses travaux et ses voyages, il jeûne chaque année devant la base militaire de Taverny, entre le 6 et le 9 août (les dates anniversaires des bombardements nucléaires de Hiroshima et Nagasaki) en protestation contre l’arme nucléaire.
Travailleur de la science et de la nature pendant plus de 70 ans, il gagne une soudaine et tardive notoriété à la fin des années 1980, à la suite de la diffusion à la télévision en 1989 du film de Karel Prokop : Le Vieil homme et le désert (tourné lors d'un voyage dans l'Adrar de Mauritanie en mars 1988). L'année 1989 est aussi celle de la réédition de Méharées par les éditions Actes sud.
Il a consacré la fin de sa vie à mettre en accord sa foi chrétienne et son combat humaniste pour la dignité humaine. Comme l’écrit Roger Cans : « On le voyait marcher au premier rang des manifestants qui protestaient contre la bombe atomique, l'apartheid, l'exclusion. Il militait contre tout ce qui, selon lui, menace ou dégrade l'homme : la guerre, la corrida, la chasse, l'alcool, le tabac, la violence faite aux humbles. Son credo : le respect de la vie sous toutes ses formes. »
Il tenait cette passion pour le respect de la vie (qui donnera le titre d'un livre d'entretien paru en 1999 : Révérence à la vie) des échanges épistolaires qu'il avait entretenus avec Albert Schweitzer et de l'admiration qu'il portait à l'homme de Lambaréné. Théodore Monod fut aussi le président du comité scientifique Pro Anima, qui milite pour une science avec conscience, contre l'expérimentation animale. Il restera à ce poste jusqu'à sa disparition.

### Humaniste engagé
Théodore Monod était protestant du courant libéral, unitarien et paroissien de l'Oratoire du Louvre. Il s'est également reconnu dans l'anarchisme chrétien. Naturaliste de formation mais aussi de conviction, Théodore Monod était un écologiste avant la lettre.
Il ne dissocia pas pour autant l'humain de ses préoccupations et le plaça même au cœur de ses pensées et de ses actions. Dans la seconde moitié du XXe siècle, il prit part aux mouvements antinucléaire, antimilitariste, non violent, de défense des Droits de l'homme, de l'animal (c'était un végétarien engagé contre la corrida, la chasse, la vivisection, etc.) et de la vie, en manifestant toujours une exigence, forgée par une grande noblesse de cœur.
Il milite pour une citoyenneté mondiale.
En 1960 il signe le Manifeste des 121 pour soutenir les insoumis durant la guerre d'Algérie ; il dit alors : « Bien que fonctionnaire, je persiste à tort ou à raison, à me considérer comme un homme libre, d'ailleurs si j'ai vendu à l'État une part de mon activité cérébrale, je ne lui ai livré ni mon cœur, ni mon âme… Et c'est en réalité rendre service à César lui-même que de savoir parfois, le regardant droit dans les yeux, lui dire non. Cela peut l'amener à réfléchir car César aussi a une âme. »
Des années 1960, avec le Mouvement contre l'armement atomique, jusqu'à son très grand âge, Théodore Monod milite contre la force de frappe nucléaire.

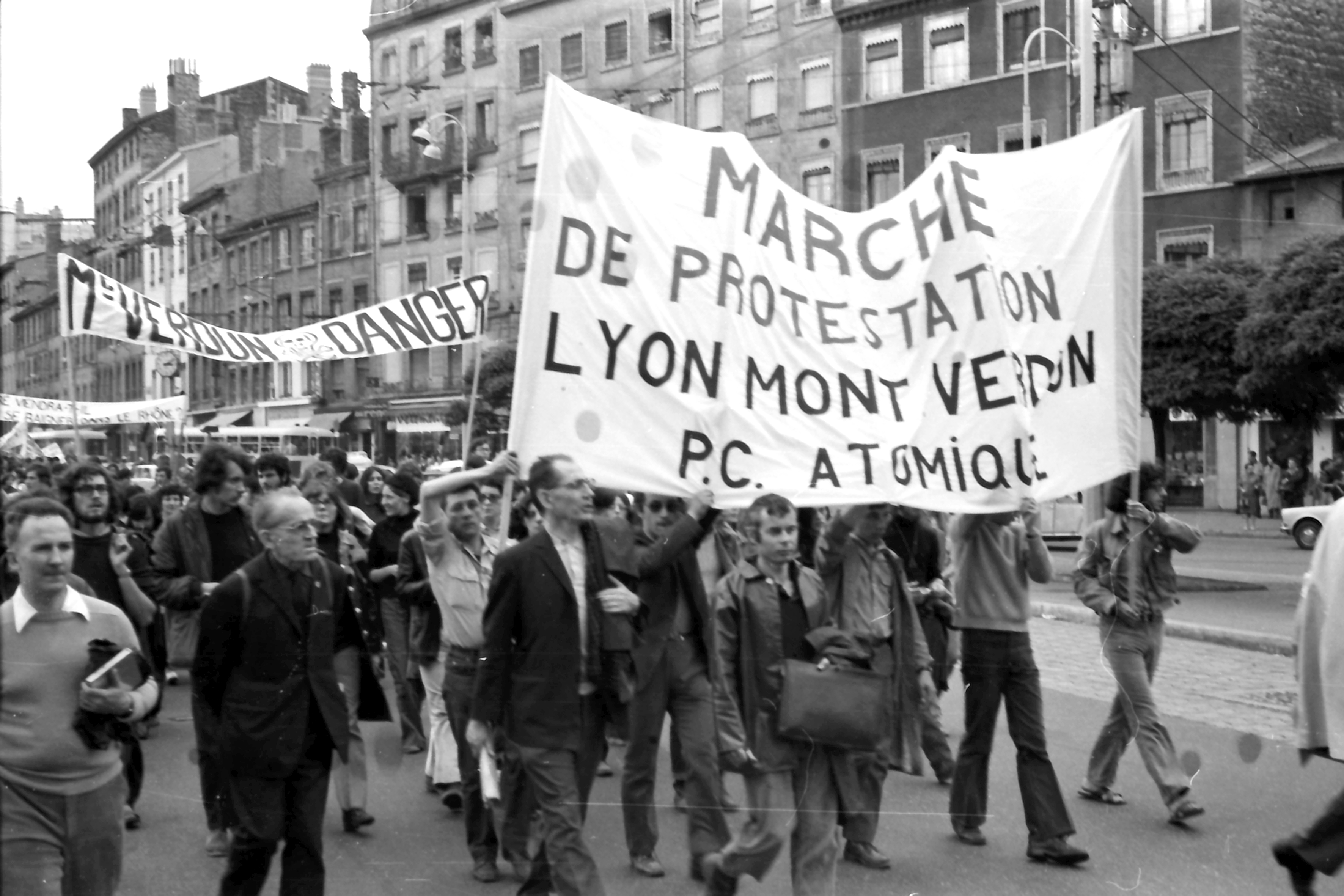
Maître Jean-Jacques de Felice, Théodore Monod, le pasteur René Cruse et Yvon Montigné, le 19 juin 1971, en tête de la marche du Groupe d'action et de résistance à la militarisation (GARM), de Lyon au Mont-Verdun, contre la force de frappe nucléaire

Théodore Monod, avec René Dumont, Bernard Clavel, Lanza del Vasto, Jean Rostand et des dizaines de personnes, signe en février 1968 une lettre de soutien à ceux qui renvoient leurs livrets militaires pour protester contre la force de frappe nucléaire. Il soutient le Groupe d’action et de résistance à la militarisation (Garm), initiateur de ce document. En particulier, en tête de la Marche de la paix,, organisée le 19 juin 1971 par le Garm, il défile, avec des milliers de personnes, de Lyon au poste de commandement de la force de frappe nucléaire du Mont Verdun.
Il prend la tête en 1970 d'un Comité international de défense d'Ernest Ouandié lors du procès de celui-ci. Le révolutionnaire camerounais sera exécuté sur ordre du régime.
En 1981, il est co-solidaire de la publication Avis de recherche consacrée au soutien des appelés insoumis au service militaire.
En décembre 1981, il participe à la création du Comité pour le désarmement nucléaire en Europe (CODENE).
De 1916 à 2000, il a publié 1 881 volumes, synthèses, articles, mémoires, dont près de 700 consacrés aux sciences de la nature et il a récolté 20 671 échantillons au cours de ses voyages.
Deux genres et trente-cinq espèces végétales, huit genres et 130 espèces animales sont dédiés à Théodore Monod. On peut entre autres retenir une fleur de la famille des gentianacées, la Monodiella flexuosa.
Il a appartenu au Rassemblement des opposants à la chasse et au comité d'honneur du Cercle national pour la défense de la vie, de la nature et de l’animal, fondé en 1985. Il a également été parrain de l'association pour la protection des animaux One Voice, qu'il soutient jusqu'à sa mort.

## Liens familiaux
D'une famille protestante renommée, il est le fils du pasteur Wilfred Monod, le frère du graphiste et typographe Maximilien Vox, l'oncle de l'angliciste Sylvère Monod et de l'universitaire et personnalité du monde du théâtre Richard Monod. Théodore Monod a des liens de parenté avec Jacques Monod (1910-1976), biologiste et chimiste, le musicien Jacques-Louis Monod (1927-2020), Jérôme Monod (1930-2016), homme politique, et Jean-Luc Godard (1930-2022), réalisateur de cinéma, liens qui sont retracés et schématisés dans l'article descendance de Jean Monod (1765-1836). Il est l'arrière-grand-oncle de la skieuse Raphaëlle Monod. Il est le grand-oncle de Clara Dupont-Monod.
Théodore Monod est enterré auprès de son père au cimetière de Châtillon, près de Paris.

## Hommages
- En 2005, le chanteur Alain Souchon lui a consacré un titre : La Vie Théodore.
- En 2007, le nom de Théodore Monod a été donné au musée d'art africain de Dakar, précédemment appelé le Musée de l’Ifan. Il est consacré aux arts et rites des peuples d’Afrique de l’Ouest et plus particulièrement des ethnies présentes dans le territoire sénégalais telle que les Bassaris, les Sérères ou les Peuls Théodore Monod en avait été le fondateur et le premier directeur en 1936[38].
- Un sentier de randonnée porte son nom près de Baubigny (Côte-d'Or), où il a séjourné chaque année de 1980 à 1999. Ce sentier passe par le village de La Rochepot[39].
- Un parc au Mans (Quartier Hôpital) et une rue adjacente portent son nom. Il termine la Rue Gambetta commençant à la Place de la République.
- Les Lycées d'Abu Dhabi aux Émirats arabes unis et de Nouakchott en Mauritanie, le lycée général agricole et technologique du Rheu, un collège de Gagny en Seine Saint Denis, deux collèges du Nord : un à Roubaix[40] et un à Lesquin[41],  à Ottmarsheim, Vern-sur-Seiche, Clarensac, et une école primaire de Sadirac portent son nom.
- Un square du 5e arrondissement de Paris et à Villeneuve-sur-Yonne portent son nom.
- Une rue à Mons-en-Barœul dans le Nord porte son nom.
- L'école doctorale Chimie Écologie Géosciences Agrosciences des universités de Limoges et Poitiers porte son nom.
- La médiathèque de Betton en Ille-et-Vilaine porte son nom.

## Œuvres

### Œuvres littéraires
- La Mort de la « Baleine rouge », nouvelle historique (88 pages), 1929, éditée par Desclée de Brouwer en 2004
- Méharées, exploration au vrai Sahara, Je sers, Paris 1937, réédition Actes Sud, coll. « Babel », 1989, nouvelle édition Actes Sud, 2017
- Livre des prières (tiers-ordre des veilleurs), Labor et Fides, Genève 1937
- L’Hippopotame et le Philosophe, 1942, rééd. 1946 non censurée, rééd. Actes Sud, 1993 (texte de 1946)
- Bathyfolages, plongées profondes, Julliard, 1954, réédition Actes Sud, 1991
- Les Déserts, Horizons de France, Paris 1973
- L’Émeraude des Garamantes, souvenirs d’un Saharien, L’Harmattan, Paris 1984, rééd. Actes Sud, 2001
- Et si l’aventure humaine devait échouer, 1991, réédition Grasset, 2000
- Le Fer de Dieu. Histoire de la météorite de Chinguetti, avec Brigitte Zanda, Actes Sud, 1992
- Ballade de mes heures africaines, Babel, Mazamet 1993
- Désert libyque, Arthaud, 1994
- Maxence au désert, Actes Sud, Arles, 1995
- Majâbat Al-Koubrâ, Actes Sud, 1996
- Le Chercheur d’absolu, le cherche midi, 1997
- Terre et Ciel, Babel, entretiens avec Sylvain Estibal, Actes Sud, 1997
- Les Carnets de Théodore Monod, rassemblés par Cyrille Monod, Le Pré aux Clercs, 1997
- Révérence à la vie, conversations avec Jean-Philippe de Tonnac, Grasset, 1999
- En route vers l'absolu entretiens entre Théodore Monod - L'abbé Pierre et Michel Bony, Flammarion 1999
- Paix à la petite souris, Desclée de Brouwer, 2001
- Tais-toi et marche…, journal d’exploration El Ghallaouya-Aratane-Chinguetti, Actes Sud, 2002
- Dictionnaire humaniste et pacifiste, essai, le cherche midi, 2004

### Œuvres scientifiques
La bibliographie scientifique de Théodore Monod comprend environ 700 références scientifiques allant du sujet de sa thèse, les Gnathiidae, publié en 1923, jusqu'au sujet qu'il a porté dans son cœur jusqu'à sa mort, les Scaridae : sujet sur lequel il a publié une monographie en 1997, en collaboration avec le chercheur canadien Andrea Bullock. [réf. nécessaire]

### Œuvres collectives
- L'empire peul du Macina (1818-1853) (empire théocratique de l'ancien Soudan français (actuel MALI). Volume 1 :

BA Amadou Hampate, DAGET Jacques, préface de Théodore Monod
Éditeur : Institut Français d'Afrique Noire, Centre du Soudan. Diafarabé (Mali)
Date de publication : 1955
- Écologie et spiritualité, Éditions Albin Michel, 2006. Avec, entre autres, Jacques Brosse, André Comte-Sponville, Eugen Drewermann, Albert Jacquard, Jacques Lacarrière, Jean-Marie Pelt, Pierre Rabhi, Annick de Souzenelle…  (ISBN 9782226172822)
- Botanique au Pays de l'encens, Exploration naturaliste au Yémen. José-Marie Bel en compagnie de Théodore Monod. 2 éditions (1996 et 2001), Amyris et Maisonneuve et Larose.
- La Grâce de solitude, Albin Michel, 2006. Avec Jean-Michel Besnier, Christian Bobin, Jean-Yves Leloup, Marie de Solemne  (ISBN 2-85076-959-2)
- Paroles pour les animaux, Albin Michel, 1999. Avec Michel Piquemal
- La plus belle histoire des Plantes par Jean-Marie Pelt, Théodore Monod, Marcel Mazoyer et Jacques Girardon, Seuil, 2004

### Préfaces
- L'Empire de Gao : histoire, coutumes et magie des Sonraï, Jean Boulnois (en collaboration avec Boubou Hama), préface de Théodore Monod. Paris, Librairie d'Amérique et d'Orient Adrien-Maisonneuve éditeur, 1954, 182 p.
- Eustache Delafosse (transcription, notes et commentaires : Denis Escudier) (préf. Théodore Monod), Voyage d’Eustache Delafosse, Paris, Chandeigne, coll. « Magellane », 1992, 181 p. (ISBN 978-2-906462-03-8, lire en ligne).

### Entretien
- Enfants de la Terre, l'intégrale des entretiens Noms de Dieux d'Edmond Blattchen, Alice, 2000.  (ISBN 978-2-930182-31-5)

### Filmographie
- 1988 : Le Vieil Homme et le Désert (INA), documentaire de Karel Prokop (54 min)
- 1989 : Le Vieil Homme, le Désert et la Météorite (La sept, France 3, Sodaperaga), documentaire de Karel Prokop (56 min)
- 1993 : Théodore Monod, l'an 48 de l'Ere Atomique (Christian LELONG, CINEDOC Films), documentaire de Christian LELONG (25 min)
- 1995 : Présence protestante (France 2), Théodore Monod, un nomade entre terre et ciel, documentaire de Jacques Oger (60 min)
- 1996 : Le Vieil Homme et la Fleur (Ellipse Production, Canal+), Mission botanique au Yémen en compagnie de José-Marie Bel. Documentaire de Raynal Pellicer (52 min).
- 2000 : En route vers l'absolu (France 2) Documentaire de Michel Bony, (52 min), entretiens entre Théodore Monod - L'abbé Pierre et Michel Bony.
- 2007 : Théodore Monod, un destin nomade (France 3), documentaire de Maximilien Dauber (60 min) (Les expéditions de Monod en 1996 et 1997 au Tibesti).
- 2012 : Théodore Monod, une météorite dans le siècle documentaire de Caroline Reussner (90 min et 54 min) Bonne étoile productions, Ushuaïa TV, CNRS images, Meromedia